# Муха (фильм, 2012)
«Муха» (телугу ఈగ, Eega; там. நான் ஈ, Naan Ee) — индийский фантастический фильм режиссёра Раджамаули, снятый одновременно в двух версиях — на телугу и тамильском языке, и вышедший в прокат 6 июля 2012 года. Главные роли исполнили Нани, Саманта Рут Прабху и Судип. Сюжет повествует о молодом человеке, который возродился в виде мухи, чтобы защитить свою возлюбленную и отомстить за свою смерть.
Фильм собрал в прокате более 1 миллиарда рупий, что почти в пять раз больше затрат на производство. Был удостоен ряда национальных кинематографических наград, в том числе Национальной кинопремии Индии и Filmfare Awards South. Вошёл в программу нескольких кинофестивалей, включая Каннский и Шанхайский. Дублирован на русский язык по заказу компании Ред Медиа для показа на канале Индия ТВ.

## Сюжет
Судип — богатый бизнесмен и бабник, ни одна женщина ещё не смогла устоять перед ним. Бинду — простая индийская девушка, которая работает в неправительственной организации, а в свободное время создает микроминиатюры. Нани — сосед Бинду, влюблённый в неё на протяжении последних двух лет. Он всячески оказывает ей знаки внимания и помогает чем может, но она пока никак не отвечает на его чувства.
Чтобы добыть денег на оснащение школ в бедных районах, Бинду обращается в компанию Судипа. Тот, привлечённый её красотой, решает заманить девушку в свои сети. Однако на совместном ужине, всё её внимание сосредотачивается на Нани, работающем неподалёку, что вызывает ревность у Судипа.
Однажды, задержавшись на работе допоздна, Бинду просит Нани проводить её. На крыльце дома ей приходит идея нового микро-арта, и она просит Нани подождать её у дверей, пока она воплотит её в жизнь. Но парня похищают и избивают люди Судипа. Тот объясняет Нани, что из-за него он не может добиться внимания Бинду, на что герой отвечает, что убьёт его, если он посмеет приблизиться к девушке. В это время Нани приходит смс от Бинду с признанием в любви. Прочитав его вслух, обозлённый Судип убивает парня.
Однако вскоре герой возрождается в теле мухи недалеко от места своей смерти. Несмотря на то, что теперь он — мелкое насекомое, он решает отомстить своему убийце. Сначала он хочет рассказать о себе Бинду, но услышав о том, что она старается не вспоминать о нём, чтобы не испытывать боль, оставляет эту идею.
Между тем, Судип приглашает Бинду поехать с ним в Дели, чтобы встретиться с министром образования. Чтобы помешать его планам, герой всю ночь не даёт ему спать, и в результате он не смог встать вовремя. Когда Судип торопится добраться до аэропорта, муха заставляет регулировщика движения вызвать затор, а когда он выбирается из него — заставляет его попасть в аварию. Из-за этого поездка отменяется.
Но и сам герой чуть не погибает, когда Бинду, пришедшая навестить Судипа, брызгает на него репеллентом. После этого он решает ей открыться и рассказывает о том, кто виноват в его смерти. Бинду, с помощью своего мастерства в созданий микроскопических объектов, начинает оказывать ему всяческую помощь. Исследовав дом своего врага, герой решает использовать против него макет пушки, наполнив его настоящим порохом.
Тем временем, Судип, доведённый до безумства, кознями со стороны надоедливой мухи, устанавливает в доме совершенную защиту. Чтобы проделать в ней брешь, Бинду отправляется к нему в гости и выкручивает болт из оконной рамы. В дальнейшем вмешательство мухи приводит к тому, что Судип ссорится со своими главными партнёрами по бизнесу и сжигает чёрный нал, хранившийся в его офисе. Вконец отчаявшись после этого он решается обратиться к чёрной магии. Колдун приводит его на место смерти Нани и говорит, что все его беды начались в этом месте. Поняв, что насекомым движет жаждущая мести душа, они устраивают ритуал, на котором насылают на муху двух птиц. Но герою удаётся избавиться от своих преследователей, попутно вызвав в доме пожар, в котором погибает колдун и чуть не лишается жизни Судип.
Поняв, что муха не могла попасть в дом без посторонней помощи, Судип просматривает записи с камер видеонаблюдения и видит Бинду. Привезя её к себе домой, он требует у мухи показаться, иначе он убьёт девушку. Но когда, Судип пытается раздавить насекомое ногой, то ранит ногу о гвоздь. Это приводит его в ярость, и он начинает охоту на муху, используя всё доступное огнестрельное оружие и разрушив при этом почти всё в своём доме. Однако поймать насекомое ему удаётся только по счастливой случайности. И когда обидчик, наконец-то, оказывается в его руках, Судип решает отыграться за все предыдущие мучения. Сначала он отрывает мухе одно крыло. Герой уже не может летать, но ему на глаза попадается заранее заготовленная ловушка с порохом. Передав послание через Бинду, он провоцирует своего врага, после чего тот поджигает насекомое. Жертвуя своей жизнью, муха заставляет выстрелить макет пушки. Пуля пробивает грудь Судипа и попадает в баллон с газом. Во время взрыва злодей гибнет, а успевшая спрятаться Бинду находит на развалинах дома только одно крыло своего возлюбленного.
В конце фильма оказывается, что Нани вновь возродился в теле мухи.

## В ролях
- Нани — Нани
- Саманта — Бинду
- Судип — Судип
- Девадаршини[англ.] — невестка Бинду
- Адитья Менон[англ.] — друг Судипа
- Шриниваса Редди[англ.] — личный ассистент Судипа
- Хамса Нандини[англ.] — Шашикала, жена бизнес-партнёра Судипа
- Шиваннараяна Нарипедди[англ.] — священник в индуистском храме
- Тагуботу Рамеш[англ.] — Потту Говиндан, воришка (в версии на телугу)
- Сантанам[англ.] — Потту Говиндан, воришка (в версии на тамильском)
- Дханрадж[англ.] — друг Говиндана (в версии на тамильском)
- Крэйзи Мохан[англ.] — ветеринар (в версии на тамильском)
- Санджай Раячура — бизнес-партнёр Судипа
- Ноэль Шон — друг Нани[4]

## Производство

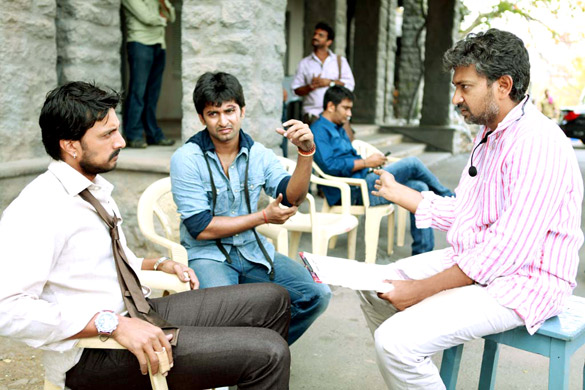
Судип и Нани на съемках с режиссёром Раджамаули

По словам С. С. Раджамаули, идея истории о мухе, мстящей человеку, впервые обрела форму в его голове около 15 лет назад, когда его отец упомянул об этом в шутку.
Отец также дал ему идею использовать в качестве героя «слабое существо», ведомое гневом и местью. Но режиссёр не был заинтересован в создании такого фильма в то время, так как знал, что компьютерная графика была недостаточно развита, и фильм не будут воспринимать всерьёз.
Изначально «Муха» планировалась как небольшой экспериментальный фильм, к которому Раджамоли хотел приступить сразу после съёмок «Великого воина».
Но фильм был отложен, и режиссёр начал работать над ним только после завершения «Гостеприимства» (2010). В качестве оператора был приглашён Джеймс Флойд, однако затем его заменил Сентил Кумар, с которым Раджамаули до этого сотрудничал в четырёх фильмах.
Фильм было решено снимать одновременно в двух версиях: на телугу и на тамильском языке.
На главные роли были приглашены Саманта и Нани. На роль антагониста режиссёр выбрал каннада-язычного актёра Судипа, оценив его выступление в болливудском фильме «Битва телеканалов». Для Судипа «Муха» стал дебютом в телугузяычном кинематографе.
Фильм снимали с использованием камер Arri, Canon EOS 5D, GoPro, а для макросъёмки использовали специальные линзы под названием Probe, способные снимать экстремально крупным планом. Во время работы над кульминацией была задействована камера скоростной съёмки Phantom (которая снимает со скоростью 2000 кадров в секунду). Все сцены снимались сначала на телугу, а затем переснимались на тамильском языке. Оператору и исполнителю отрицательной роли Судипу часто приходилось работать с пустым пространством, куда позднее с помощью компьютерной графики было вставлено изображение мухи, но в некоторых сценах использовались макеты. Для создания виртуального образа насекомого была сделана серия макро-фотографий замороженных мух.
Основная работа над цифровой копией фильма по добавлению компьютерной графики была произведена на Annapurna Studios художником-колористом Шивой.
Съёмки фильма обошлись в 260 миллионов рупий, из которых 70 ушло на спецэффекты.

## Саундтрек
Саундтрек к версии фильма на телугу был выпущен 30 марта 2012 года под баннером Vel Records, принадлежащем автору музыки М. М. Киравани.
Саундтрек к версии фильма на тамильском языке был представлен публике на следующий день. Музыка для саундтрека была написана М. М. Киравани. Тексты для альбома на тамильском языке — Мадхавом Карки.
В сцене во время вечеринки Судипа звучит песня Sheila Ki Jawani.
| №                   | Название                 | Текст песни         | Исполнители                                      | Длительность |
| ------------------- | ------------------------ | ------------------- | ------------------------------------------------ | ------------ |
| 1.                  | «Sound of Vel»           |                     | без вокала                                       | 0:29         |
| 2.                  | «Nene Nani Ne»           | М. М. Киравани      | Дипу, Сахити                                     | 4:13         |
| 3.                  | «Eega Eega Eega»         | Рамаджогайя Шастри  | Дипу, Рахул Сиплигундж, Сравана Бхаргави, Чаитра | 4:47         |
| 4.                  | «Konchem Konchem»        | Ананта Шрирам       | Виджай Пракаш                                    | 4:06         |
| 5.                  | «Lava Lava»              | Чайтанья Прасад     | Анудж Гурвара, Шивани                            | 3:54         |
| 6.                  | «Eega Eega Eega» (Remix) | Рамаджогайя Шастри  | Дипу, Рахул Сиплигунж, Сравана Бхаргави, Чаитра  | 4:20         |
| Общая длительность: | Общая длительность:      | Общая длительность: | Общая длительность:                              | 21:49        |

| №                   | Название              | Исполнители                                              | Длительность |
| ------------------- | --------------------- | -------------------------------------------------------- | ------------ |
| 1.                  | «Veesum Velichathile» | Г. Сахити, Картик                                        | 3:08         |
| 2.                  | «Eedaa Eedaa»         | Ранджит                                                  | 4:47         |
| 3.                  | «Konjam Konjam»       | Виджай Пракаш                                            | 4:07         |
| 4.                  | «Lava Lava»           | Ачу, Шивани                                              | 3:54         |
| 5.                  | «Eedaa Eedaa» (Remix) | Ранджит, Дипу, Рахул Сиплигунж, Сравана Бхаргави, Чаитра | 4:19         |
| Общая длительность: | Общая длительность:   | Общая длительность:                                      | 20:15        |

| №                   | Название                     | Текст песни         | Исполнители           | Длительность |
| ------------------- | ---------------------------- | ------------------- | --------------------- | ------------ |
| 1.                  | «Are Are Are»                | Нилеш Мишра         | KK                    | 4:11         |
| 2.                  | «Naam Apun Ka Jani»          | Нилеш Мишра         | Дипу, Рахул Сиплигунж | 4:06         |
| 3.                  | «Thoda Hans Ke»              | Анудж Гурвара       | Анудж Гурвара         | 4:45         |
| 4.                  | «Lava Lava»                  | Нилеш Мишра         | Анудж Гурвара         | 3:53         |
| 5.                  | «Sapnon Ki Ek»               | Анудж Гурвара       | Кала Бхаирава         | 2:49         |
| 6.                  | «Naam Apun Ka Jaani» (Remix) | Нилеш Мишра         | Дипу, Рахул Сиплигунж | 4:20         |
| Общая длительность: | Общая длительность:          | Общая длительность: | Общая длительность:   | 24:04        |

## Критика

### Версия на телугу
| Рейтинги           | Рейтинги                                                                 |
| Издание            | Оценка                                                                   |
| ------------------ | ------------------------------------------------------------------------ |
| The Times of India | 4 из 5 звёзд · 4 из 5 звёзд · 4 из 5 звёзд · 4 из 5 звёзд · 4 из 5 звёзд |
| DNA India          | 4 из 5 звёзд · 4 из 5 звёзд · 4 из 5 звёзд · 4 из 5 звёзд · 4 из 5 звёзд |
| Hindustan Times    | 4 из 5 звёзд · 4 из 5 звёзд · 4 из 5 звёзд · 4 из 5 звёзд · 4 из 5 звёзд |
| CNN-IBN            | 4 из 5 звёзд · 4 из 5 звёзд · 4 из 5 звёзд · 4 из 5 звёзд · 4 из 5 звёзд |
| Rediff.com         | 4 из 5 звёзд · 4 из 5 звёзд · 4 из 5 звёзд · 4 из 5 звёзд · 4 из 5 звёзд |
| Idlebrain.com      | 4 из 5 звёзд · 4 из 5 звёзд · 4 из 5 звёзд · 4 из 5 звёзд · 4 из 5 звёзд |

Картик Пасупулате из The Times of India написал, что Раджамаули «установил новую отметку качества в кинематографе телугу. Некоторые очень оригинальные и захватывающие эпизоды покорят вас. Созданная компьютером магия непрерывна и поднимает планку на несколько меток выше „Великого воина“. Но наиболее впечатляющим является сюжет».
Радхика Раджамани из Rediff.com добавила, что режиссёр «создал не только выдающееся произведение кинематографа, но нечто интересное и держащее аудиторию прикованной к экрану. Технический блеск фильма говорит об объёме тяжёлой работы, которая была проделана при его создании. „Муха“ показала, что фильм может работать без помощи суперзвёзд, опираясь на хорошее содержание и картинку».
Махешвара Редди из DNA India заключил, что Раджамаули заслуживает похвалы; «он преуспел в использовании технологии наилучшим образом».
В. С. Раджапур из Hindustan Times добавил, что он «создал новый стандарт для индийской киноиндустрии».
Критик Раджив Масанд отметил, что «немногие фильмы являются такими же дико оригинальными и такими же последовательно интересными».
В отзыве на Idlebrain.com фильм был назван лучшим в карьере Раджамаули.

### Версия на тамильском
| Рейтинги           | Рейтинги                                                                           |
| Издание            | Оценка                                                                             |
| ------------------ | ---------------------------------------------------------------------------------- |
| The Times of India | 4 из 5 звёзд · 4 из 5 звёзд · 4 из 5 звёзд · 4 из 5 звёзд · 4 из 5 звёзд           |
| Behindwoods        | 3,5 из 5 звёзд · 3,5 из 5 звёзд · 3,5 из 5 звёзд · 3,5 из 5 звёзд · 3,5 из 5 звёзд |

В отзыве Indiaglitz зрителям советовалось: «Забудьте о логике, насладитесь великолепием и погрузитесь в фантазии. И „Муха“ заставит вас летать от радости».
Малати Рангараджан из The Hindu заметила, что «способ Раджамаули рассказывать историю является его силой. И когда повествование эффектно, остальное становится уместным».
М. Сугант из The Times of India написал, что «этот фильм — технический триумф, в особенности визуальные эффекты Makuta VFX».
Отзыв с Behindwoods назвал фильм «хорошей упаковкой с идеальным сочетанием фантастики, триллера, комедии и романтики».

## Награды
«Муха» был показан на кинофестивалях в Каннах (секция Marché du Film),
Шанхае,
Пусане
и Мадриде.
Он также был единственным на телугу среди 17 индийских фильмов, из которых выбирался претендент кинопремию «Оскар» за лучший фильм на иностранном языке в 2013 году.
Окончательный выбор в итоге пал на другой фильм — хиндиязычный «Барфи!», который однако не вошёл в шорт-лист номинации.
| Награды и номинации | Награды и номинации              | Награды и номинации                 | Награды и номинации       | Награды и номинации | Награды и номинации |
| Дата                | Награда                          | Категория                           | Номинант                  | Результат           | Ссылка              |
| ------------------- | -------------------------------- | ----------------------------------- | ------------------------- | ------------------- | ------------------- |
| 5 апреля 2013       | B. Nagi Reddy Award              | Best Complete Entertainmenter       |                           | Победа              | [ 37 ]              |
| 3 мая 2013          | Национальная кинопремия          | Лучший фильм на телугу              |                           | Победа              | [ 38 ]              |
| 3 мая 2013          | Национальная кинопремия          | Лучшие спецэффекты                  | Makuta VFX                | Победа              | [ 38 ]              |
| 20 июля 2013        | Filmfare Awards South (Телугу)   | Лучший фильм                        |                           | Победа              | [ 39 ]              |
| 20 июля 2013        | Filmfare Awards South (Телугу)   | Лучшая режиссура                    | С. С. Раджамаули          | Победа              | [ 39 ]              |
| 20 июля 2013        | Filmfare Awards South (Телугу)   | Лучшая женская роль                 | Саманта Рут Прабху        | Победа              | [ 39 ]              |
| 20 июля 2013        | Filmfare Awards South (Телугу)   | Лучшая мужская роль второго плана   | Судип                     | Победа              | [ 39 ]              |
| 20 июля 2013        | Filmfare Awards South (Телугу)   | Лучшие спецэффекты                  | Makuta VFX                | Победа              | [ 39 ]              |
| 15 июня 2013        | CineMAA Awards                   | Family Entertainer of the Year      |                           | Победа              | [ 40 ]              |
| 15 июня 2013        | CineMAA Awards                   | Лучшая женская роль                 | Саманта Рут Прабху        | Победа              | [ 40 ]              |
| 15 июня 2013        | CineMAA Awards                   | Лучшая отрицательная роль           | Судип                     | Победа              | [ 40 ]              |
| 15 июня 2013        | CineMAA Awards                   | Лучшие визуальные эффекты           | Makuta VFX                | Победа              | [ 40 ]              |
| 31 августа 2013     | Santosham Film Awards            | Лучшая женская роль                 | Саманта Рут Прабху        | Победа              | [ 41 ]              |
| 13 сентября 2013    | SIIMA Awards (Телугу)            | Лучший фильм                        |                           | Победа              | [ 42 ]              |
| 13 сентября 2013    | SIIMA Awards (Телугу)            | Лучшая отрицательна роль            | Судип                     | Победа              | [ 42 ]              |
| 13 сентября 2013    | SIIMA Awards (Телугу)            | Лучшая операторская работа          | К. К. Сентил Кумар        | Победа              | [ 42 ]              |
| 25 октября 2013     | Toronto After Dark Film Festival | Лучший остросюжетный фильм          |                           | Победа              | [ 43 ] [ 44 ]       |
| 25 октября 2013     | Toronto After Dark Film Festival | Лучшая комедия                      |                           | Победа              | [ 43 ] [ 44 ]       |
| 25 октября 2013     | Toronto After Dark Film Festival | Самый оригинальный фильм            |                           | Победа              | [ 43 ] [ 44 ]       |
| 25 октября 2013     | Toronto After Dark Film Festival | Лучшие спецэффекты                  |                           | Победа              | [ 43 ] [ 44 ]       |
| 25 октября 2013     | Toronto After Dark Film Festival | Лучшее сражение                     | Муха/Нани против Судипа   | Победа              | [ 43 ] [ 44 ]       |
| 25 октября 2013     | Toronto After Dark Film Festival | Лучший фильм, чтобы смотреть толпой |                           | Победа              | [ 43 ] [ 44 ]       |
| 25 октября 2013     | Toronto After Dark Film Festival | Лучший монтаж                       |                           | Победа              | [ 43 ] [ 44 ]       |
| 25 октября 2013     | Toronto After Dark Film Festival | Лучший злодей                       | Судип                     | Победа              | [ 43 ] [ 44 ]       |
| 25 октября 2013     | Toronto After Dark Film Festival | Лучший герой                        | Муха / Нани               | Победа              | [ 43 ] [ 44 ]       |
| 2 марта 2017        | Nandi Awards                     | Лучший фильм                        |                           | Победа              | [ 45 ] [ 46 ]       |
| 2 марта 2017        | Nandi Awards                     | Лучшая режиссура                    | С. С. Раджамаули          | Победа              | [ 45 ] [ 46 ]       |
| 2 марта 2017        | Nandi Awards                     | Лучшая отрицательна роль            | Судип                     | Победа              | [ 45 ] [ 46 ]       |
| 2 марта 2017        | Nandi Awards                     | Лучший сценарий                     | С. С. Раджамаули          | Победа              | [ 45 ] [ 46 ]       |
| 2 марта 2017        | Nandi Awards                     | Лучшая операторская работа          | К. К. Сентил Кумар        | Победа              | [ 45 ] [ 46 ]       |
| 2 марта 2017        | Nandi Awards                     | Лучшая музыка                       | М. М. Киравани            | Победа              | [ 45 ] [ 46 ]       |
| 2 марта 2017        | Nandi Awards                     | Лучший монтаж                       | Котагири Венкатешвара Рао | Победа              | [ 45 ] [ 46 ]       |
| 2 марта 2017        | Nandi Awards                     | Лучшая работа звукорежиссёра        |                           | Победа              | [ 45 ] [ 46 ]       |
| 2 марта 2017        | Nandi Awards                     | Лучшие спецэффекты                  |                           | Победа              | [ 45 ] [ 46 ]       |